# Baronetti di Webster
Vi sono stati due titoli di Baronetto di Webster, in Inghilterra.

## Baronetto di Webster, di Copthall, nella contea di Essex (1703)
Creato il 21 maggio 1703.
- Sir Thomas Webster, I baronetto(1676-1751), membro del parlamento come rappresentante di Colchester dal 1705 al 1711, dal 1713 al 1714 e dal 1722 al 1727
- Sir Whistler Webster, II baronetto (dopo il 1699-1799), membro del parlamento dal 1741 al 1761
- Sir Godfrey Webster, III baronetto (morto nel 1780)
- Sir Godfrey Webster, IV baronetto (1719-1800), parlamentare dal 1786 al 1790 e dal 1796 al 1800
- Sir Godfrey Vassal Webster, V baronetto (1789-1836), parlamentare dal 1812 al 1820
- Sir Augustus Frederick George Douglas Webster, VII baronetto (1819-1886)
- Sir Augustus Frederick Walpole Edward Webster, VIII baronetto (1864-1923)

Il titolo si è estinto con la morte dell'ottavo baronetto.

## Baronetto di Webster, di Alverstone, isola di Wight (1900)
Creato il 25 gennaio 1900. Baronetto di Winterfold, nella contea di Surrey, e di Alverstone, nell'isola di Wight e nella contea di Southampton
- Sir Richard Everard Webster, I baronetto (1842-1915)

Il primo baronetto fu successivamente creato Barone di Alverstone nel 1900, con cui fuse il titolo di baronetto, fino all'estinzione con la morte del I baronetto nel 1915.